# بت یام
بت یام (به عبری: בת ים) نام شهری ساحلی در استان تل‌آویو است که جمعیت آن در سال ۲۰۰۶، ۱۲۶٬۹۰۰ نفر و مساحت آن ۸٬۱۶۷ کیلومتر مربع بوده است. این شهر در همسایگی جنوبی شهر تاریخی یافا و در همسایگی غربی شهر خولون واقع شده است.

## جمعیت
در سرشماری سال ۲۰۱۹، جمعیت شهر بت یام ۱۲۹٬۰۱۳ نفر بود. با وجود اینکه بت یام در همسایگی شهر مختلط عرب-یهودی یافا قرار دارد، از این جمعیت، ۱۲۸٬۱۵۲ نفر، ۹۹٫۳٪ یهودی و غیره، و تنها ۸۶۱ نفر، ۰٫۷٪ عرب فلسطینی بوده‌اند.

## تاریخ

### شورش رمضان ۲۰۲۱ و سالهای پس از آن
در طول شورش‌های ماه مه سال ۲۰۲۱، بت یام شاهد بعضی از خشن‌ترین و بارزترین خشونت‌های شهروندان یهودی علیه شهروندان عرب-فلسطینی بود. در روز دوم حملات راکتی شبه‌نظامیان فلسطینی مستقر در غزه و حملات هوایی اسرائیل علیه غزه، شهروندان یهودی بت یام شعار «مرگ بر اعراب» (به عبری: מוות לערבים ماوِت لِ عَرَویم) سر داده، مغازه‌های عرب-فلسطینی را تخریب کرده، و در جلوی دوربین‌های زنده خبری شبکه کان ۱۱، راننده‌ای عبوری را که تصور می‌کردند عرب است را مورد ضرب و شتم قرار دادند. این اتفاقات خشن در بت یام محکومیت اکثر شخصیت‌های سیاسی اسرائیلی، منجمله بنجامین نتانیاهو و یائیر لاپید را به همراه داشت.
شهر بت یام، مجداداً در ۵ اکتبر ۲۰۲۲، مصادف با روز مقدس یهودی یوم کیپور (روز غفران)، شاهد خشونت ضد عرب-فلسطینی بود. در این روز، رسم یهودیان بر این است که از رانندگی امتناع ورزند. به همین دلیل، خیابان‌های شهر اکثراً یهودی‌نشین بت یام خالی از خودرو بود. ماشینی حامل ۵ شهروند عرب-فلسطینی وارد شهر خالی از خودرو بت یام شد، که پس از آن، خوردو توسط جمعیتی از ساکنین شهر چپ شد، و مسافران آن مورد ضرب و شتم قرار گرفتند. مسافرین خودرو با مداخله پلیس اسرائیل نجات پیدا کردند.

## حمل و نقل

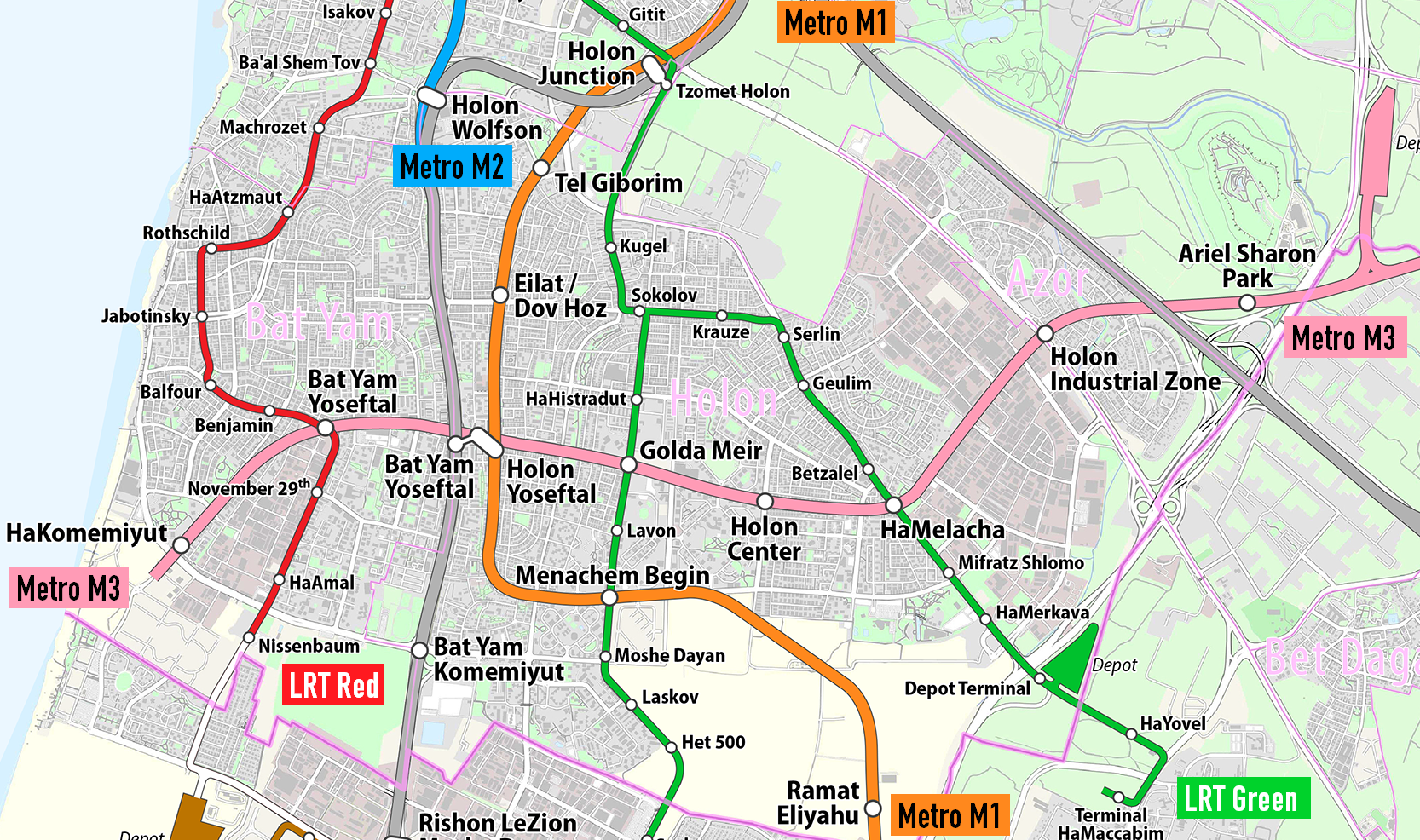
نقشه خطوط قطار حومه‌ای و ایستگاه‌های آن اطراف شهرهای بت یام و خولون، خط در حال ساخت قطار سبک شهری «قرمز»، و سایر خطوط مترو و قطار سبک شهری در برنامه ساخت.

بزرگراه آیالون، بزرگراه مهم شمالی-جنوبی منطقه کلانشهر تل آویو (غوش دان) از غرب شهر بت یام عبور کرده و ارتباط سریع شهر به سایر بزرگراه‌های متصل کننده به شمال و جنوب کشور، به فرودگاه بین‌المللی بن گوریون، و به بیت‌المقدس را فراهم می‌کند.
شرکت راه‌آهن اسرائیل، از طریق خط آهنی که از وسط بزرگراه آیالون می‌گذرد، توسط دو ایستگاه «بات یام-یوسفطال» و «بات یام-کوممیوت» به ساکنین شهر بات یام خدمات مسافری ارائه می‌دهد. خط مسافری عبوری از بت یام از جنوب به اشکلون و بئر السبع و از شمال به تل آویو و پتخ تیکوا متصل می‌شود.
در قالب پروژه متروی تل آویو، خط قطار سبک شهری قرمز در بت یام در دست ساخت می‌باشد. این خط، بر طبق برنامه، قرار است در سال ۲۰۲۳ افتتاح شود. حدود ۴ کیلومتر از این خط ۲۴ کیلومتری در محدوده شهری بت یام بوده، و همین‌طور ۹ تا از ۳۴ ایستگاه این خط. این خط از بت یام به سمت شمال می‌رود و قرار است این شهر را به مرکز شهر تل آویو، و به شهرهای اقماری رمت گن و پتخ تیکوا وصل کند

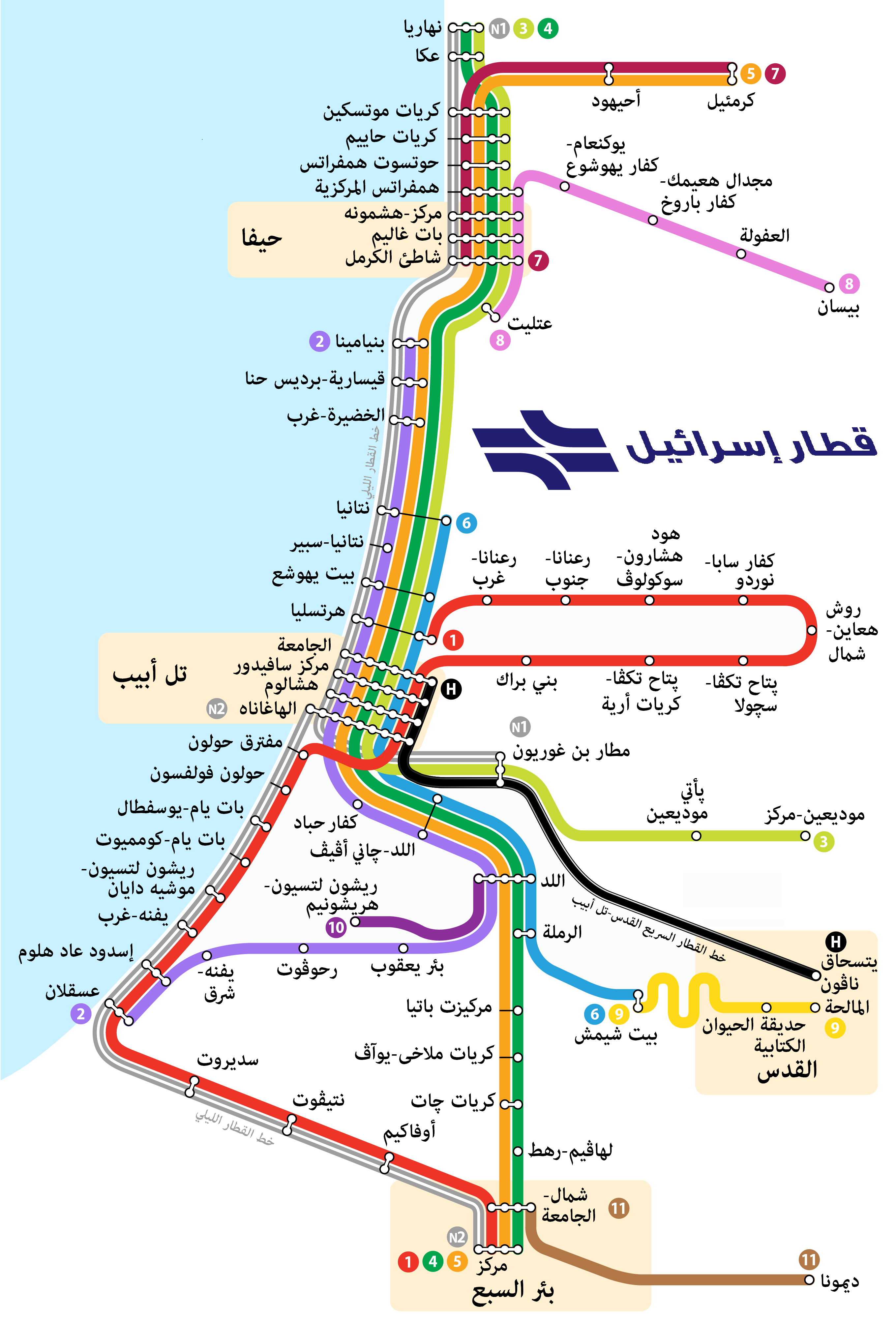
نقشه خطوط قطار راه‌آهن اسرائیل
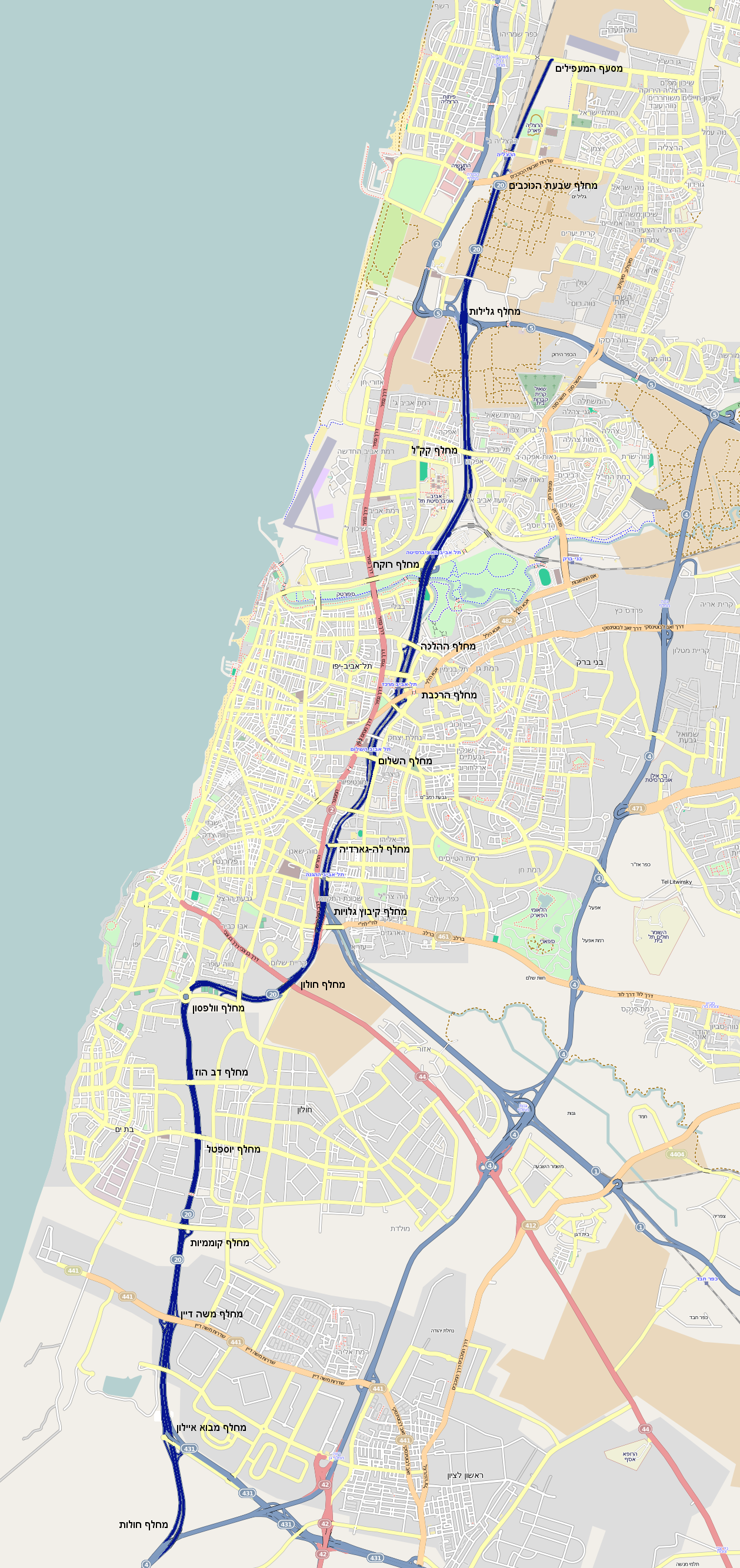
نقشه اتوبان آیالون (شماره ۲۰)

## انتخابات

### ۲۰۲۱
جمعیت شهر بت یام، بر خلاف جمعیت شهر تل آویو در شمال، ولی مثل ساکنین شهر خولون در شرق، به احزاب راست‌گرای صهیونیست-سکولار تمایل دارند.
در انتخابات پارلمانی سال ۲۰۲۱، نتایج انتخابات در شهر لد به صورت زیر بود:
- حزب لیکود: ۳۶٪، به رهبری نتانیاهو
- حزب اسرائیل خانه ما: ۱۵٪، به رهبری آویگدور لیبرمن، حزب راستگرای سکولار صهیونیستی که قصد نمایندگی از خواستهای روس-تبارهای اسرائیلی را دارد
- حزب یش عتید: ۱۴٪، به رهبری یائیر لپید، حزب میانه اسرائیلی، که یکی از دو ارکان حکومت ائتلافی فعلی را تشکیل می‌دهد
- حزب شاس: ۹٪، حزب سنت‌گرای مذهبی که قصد نمایندگی یهودیان سفاردی حریدی را دارد
- حزب امید جدید (تیکوا خدشا): ۵٪، حزب راستگرای اسرائیلی مشکل از نمایندگان حزب لیکود که از رهبری نتانیاهو به سر آمده بودند و از این حزب جدا شدند. این حزب از حزب یامینا حمایت می‌کند
- حزب آبی و سفید: ۵٪، حزب میانه اسرائیلی به رهبری بنی گانتس، عضو کابینه و وزیر دفاع اسرائیل
- حزب یامینا: ۵٪، به رهبری نفتالی بنت و نائب رهبری آیلت شاکد، که یکی از دو ارکان حکومت ائتلافی فعلی را تشکیل می‌دهد. نخست‌وزیر کنونی اسرائیل نفتالی بنت، رهبر این حزب می‌باشد.
- حزب «صهیونی-مذهبی»: ۴٪، به رهبری بتسلائل سموتریچ، حزب راست افراطی مذهبی اسرائیلی
- حزب حزب کار اسرائیل: ۳٪، حزب سوسیال-صهیونیستی